# 国鉄レ2900形貨車
国鉄レ2900形貨車（こくてつレ2900がたかしゃ）は、1927年（昭和2年）度から1935年（昭和10年）度に掛けて890両が新製された鉄道省の冷蔵車である。

## 概要
大正時代末までに新製・改造により登場した冷蔵車は1,000両を超え、冷蔵車による輸送は定着しつつあった。一方で、妻氷槽式では冷却が十分ではないこと、またほぼ常に濡れた状態で使用されるために腐食によって車両の寿命が短いことなど、冷蔵車に対する様々な問題点も指摘されるようになった。これに対応して鉄道当局が抜本的な改良を検討し、この検討に沿ってレ2900形の新製が行われることになった。
問題点の一部は、有蓋車から改造して製作したことによるものであったため、本形式では新製とされた。また、日本の冷蔵車として初めて天井付近に氷槽を設置して冷気が下に降りていくように設計した天井氷槽車となった。ただし本形式登場以後も、鮮魚輸送は魚を入れた箱に砕いた氷を一緒に詰める方式が主流で、氷槽はあまり利用されなかった。
全長7,830mm、全幅2,480mm、全高3,840mm、荷重12tで、国鉄冷蔵車として初めて空気ブレーキが装備された。断熱材はコルクを使用し、これまでよりも厚いものとした。内部の鋼板にはカーボラスチックというアスファルト系の塗料を塗って防錆処置としている。また従来黒色であった外部の塗装をアルミニウムペイントを利用した銀色塗装とした。白にしなかったのは煤煙による汚染を考えてのことである。これらの改良により、従来の冷蔵車に比べて冷蔵性能や耐久性能が大きく向上している。
1927年（昭和2年）度から量産が開始され、当初はレソ26500形とされていた。苗穂工場で最初の50両が生産された他は、民間の工場（日本車輌製造・川崎車輌・汽車製造・新潟鐵工所で造られている。第1次車の250両は1928年（昭和3年）まで掛かって生産されたが、全てレソ26500形として一旦出場している。1928年（昭和3年）の称号規定改正でレ2900形となった。1935年（昭和10年）まで掛けて合計で890両が生産され、レ2900 - レ3789となっている。
第1次車は250両（1927年 - 1928年、レ2900 - レ3149）、第2次車は465両（1929年 - 1933年、レ3150 - レ3614）、第3次車は175両（1934年 - 1935年、レ3615 - レ3789）が生産された。台枠や扉のヒンジの構造、断熱材の厚さなどが若干異なっている。
天井氷槽式を識別する記番号として記号は、「レオテ」と標記された。「オテ」とは、「大型」の「天井氷槽式」の意味である。この標記は、1953年（昭和28年）5月28日通報により大きさを表す「オ」が廃止され「レテ」と改正された。
第二次世界大戦後、残存していた約800両のレ2900形のうち、448両が進駐軍専用に指定された。アメリカからの補給物資の多くが横浜港に陸揚げされたため、これら専用車の多くは東横浜駅常備とされ、全国の米軍基地へ向けての輸送が行われた。専用車では、鮮魚輸送ではあまり用いられることのなかった天井氷槽が活用され、途中駅での氷補給も行われた。肉類の輸送では、アメリカの冷蔵車の使用方式にならって氷と塩水を使用した冷却も行われた。使用後の洗浄にも厳重な規定があり、一般向けの冷蔵車が劣悪な整備状態で保冷性にも難がある中、専用車だけは万全な整備が行われていた。保冷性の向上のために断熱材の追加が行われた車両では、本来の軸重制限を超過した車両もあったという。
1950年（昭和25年）から更新修繕が開始され、断熱材がコルクから岩綿とアルセルボードに変更されている。一方、この頃から多くの貨車に対して二段リンク式への改造が進められたのに対して、本形式では対象とならなかった。このため、ヨンサントオ（昭和43年10月ダイヤ改正）を前に大半が廃車となった。ただし書類上の抹消手続きは遅れ、3両が書類上は1983年（昭和58年）まで在籍していた。